# Cotesia podunkorum
Cotesia podunkorum är en stekelart som först beskrevs av Henry Lorenz Viereck 1912.  Cotesia podunkorum ingår i släktet Cotesia och familjen bracksteklar. Inga underarter finns listade i Catalogue of Life.